# Övertryckshall

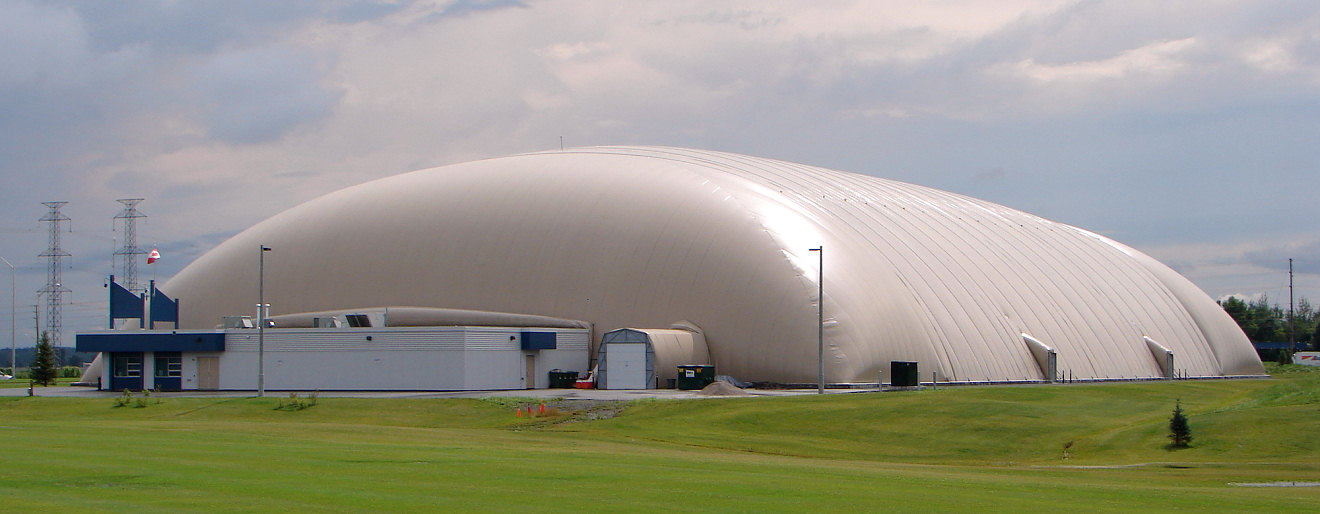
En övertryckshall

En övertryckshall eller en uppblåsbar byggnad är en byggnad som får sin stabilitet från inpumpad luft. Den blåses upp och fungerar som en ballong. Formen på en uppblåsbar byggnad styrs av att den måste kunna vara jämnt trycksatt, de vanligaste formerna är halvsfär och halvcylinder med sfäriska element i ändarna. För att kunna motstå de laster från vind och snö som byggnaden blir utsatt för måste trycket den blåses upp med anpassas därefter. Vanligen sköts det i moderna byggnader med hjälp av ett automatiskt styrsystem som känner av vindhastigheten och tryckförändringar i byggnaden. Någon form av reservkraft krävs vanligen också, då byggnaden kollapsar vid tryckfall. Någon större risk för att byggnaden plötsligt kollapsar brukar det normalt sett inte vara då den deformeras kraftigt vid alltför stor snö- eller vindlast. Det är först om man låter denna typ av varningssignaler passera oåtgärdade som det finns risk för något sådant.

## Exempel på övertryckshallar

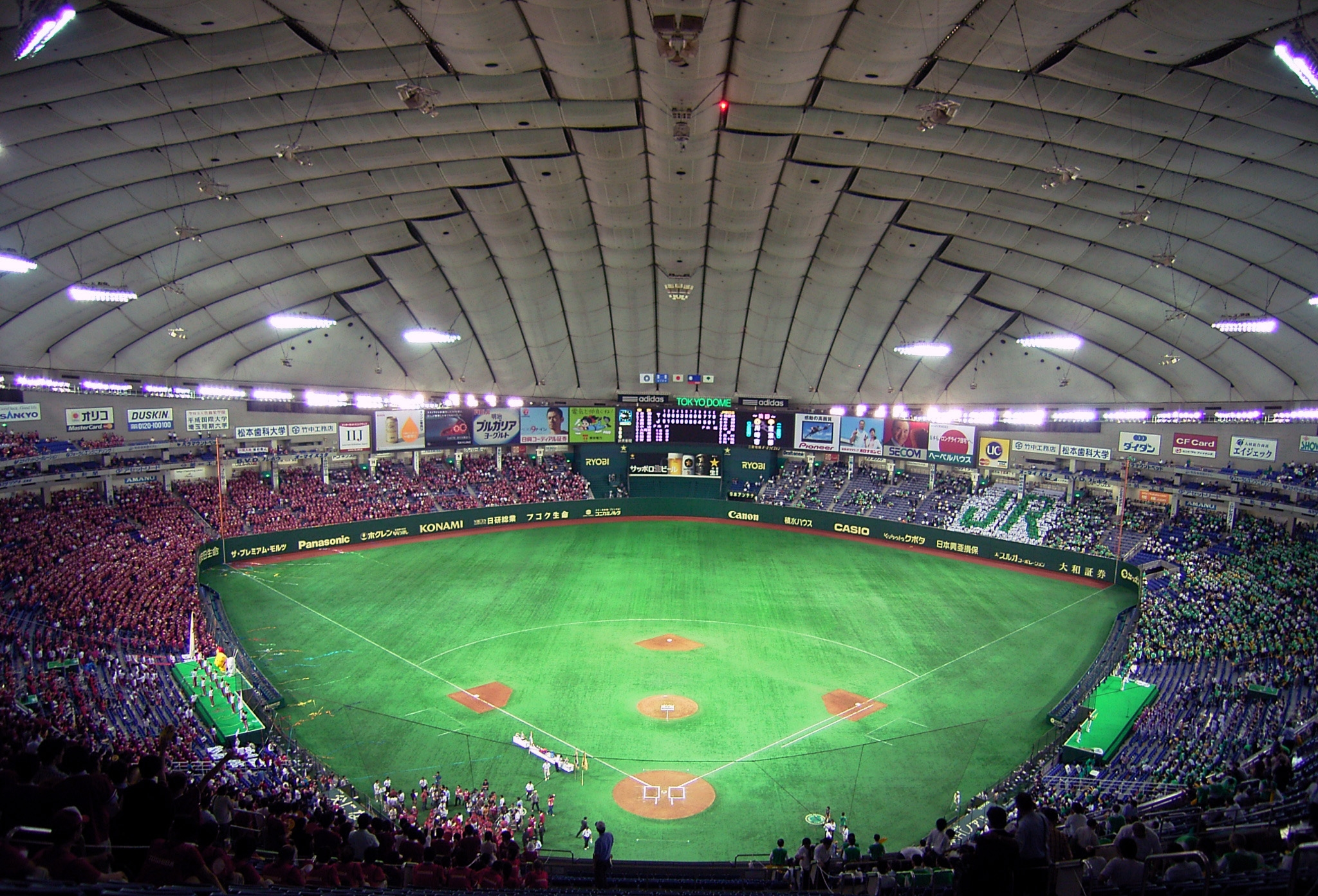
Insidan av Tokyo Domes uppblåsbara tak.

- St. Louis Science Center Exploradome, Saint Louis, Missouri, USA
- Carrier Dome, Syracuse, New York, USA
- Hubert H. Humphrey Metrodome, Minneapolis, Minnesota, USA
- Karlstad Airdome, Karlstad, Sverige
- Aviasport Arena, Imatra, Finland
- Kooradome, Dubai, Förenade Arabemiraten
- Tokyo Dome, Tokyo, Japan
- BC Place, Vancouver, British Columbia, Kanada (ersattes 2010 med infällbart tak)
- Burswood Dome, Perth, Western Australia, Australien
- Dedmon Center, Radford University, Radford, Virginia, USA (började flyttas den 30 april 2008)
- Generations Sports Complex Dome, Muncy, Pennsylvania, USA
- Bennett Indoor Complex, Toms River, New Jersey, USA
- Dalplex (athletics complex), Halifax, Nova Scotia, Kanada
- Harry Jerome Sports Center, Burnaby, British Columbia, Kanada.
- The Alaska Dome, Anchorage, Alaska, USA